# Mancomunidad Entresierras
La mancomunidad Entresierras es una agrupación administrativa de municipios en la provincia de Salamanca, Castilla y León, España. Provee servicios a 16 municipios y a una población de 2993 habitantes (2020).

## Municipios
- Casafranca
- Cristóbal de la Sierra
- Endrinal
- Fuenterroble de Salvatierra
- Molinillo
- Monleón
- Peromingo
- Puebla de San Medel
- San Esteban de la Sierra
- San Miguel de Valero
- Santibáñez de la Sierra
- Los Santos
- El Tornadizo
- Valdefuentes de Sangusín
- Valdelacasa
- Valverde de Valdelacasa

## Competencias
- Abastecimiento de agua.
- Alumbrado público.
- Construcción y mantenimiento de la red viaria.
- Fomento del deporte
- Informes técnicos para las entidades locales.
- Limpieza de playas.
- Mantenimiento de parques naturales.
- Promoción de empleo.
- Promoción del turismo.
- Recogida y tratamiento de residuos sólidos urbanos.
- Saneamiento integral de la zona.
- Servicios de extinción de incendios.
- Servicios sociales de base.
- Vertedero.